# Carlos Medlock
Carlos Lorenzo Medlock (ur. 22 kwietnia 1987 w Detroit) – amerykański koszykarz występujący na pozycji rozgrywającego, obecnie zawodnik Trefla Sopot.
22 listopada 2017 został zawodnikiem Kinga Szczecin. 7 lipca 2018 podpisał umowę z tureckim Karesi Spor.
19 lipca 2019 dołączył do Trefla Sopot.

## Osiągnięcia
Stan na 14 lipca 2020, na podstawie, o ile nie zaznaczono inaczej.
NCAA
- Zaliczony do:
  - I składu:
    - turnieju MAC (2010)
    - najlepszych pierwszorocznych zawodników MAC (2006)

  - II składu MAC (2010)
  - składu All-MAC Honorable Mention (2008)

Indywidualne
(* – nagrody przyznane przez portal eurobasket.com)
- Najlepszy zawodnik zagraniczny II ligi tureckiej TBL (2019)*[6]
- Największy postęp ligi niemieckiej (2017)*
- Zaliczony do*:
  - I składu:
    - II ligi tureckiej (2019)[6]
    - najlepszych:
      - nowo-przybyłych zawodników ligi niemieckiej (2017)
      - zawodników zagranicznych II ligi tureckiej (2019)[6]
- Lider II ligi tureckiej w przechwytach (2019)[6]